# Jamné (Boršov nad Vltavou)
Jamné (německy Jamles) je malá vesnice, část obce Boršov nad Vltavou v okrese České Budějovice v Jihočeském kraji.  Leží zhruba devět kilometrů jihozápadně od Českých Budějovic. V roce 2011 zde trvale žilo čtyřicet obyvatel.

## Historie
O předhistorickém osídlení okolí Jamného svědčí (dnes již nedochované) mohylové pohřebiště z doby halštatské v lokalitě Pozděrazská paseka asi ¾ km jihozápadně od vsi.
V písemných pramenech se vesnice (Jampne) poprvé připomíná roku 1347, kdy náležela Rožmberkům. Rožmberský urbář z roku 1379 uvádí, že Jamné bylo v oněch dobách spravováno z hradu Dívčí kámen (villa Yampny ad castrum Meydstein) a platy ze zdejší poddaných šly špitálu v Českém Krumlově. Když byl hrad později ponechán svému osudu, připadlo Jamné přímo pod krumlovské panství, jehož osudy sdílelo až do zrušení poddanství; poslední vrchností zde byli od roku 1719 Schwarzenbergové.

## Obyvatelstvo
| Rok            | 1840 | 1869 | 1880 | 1890 | 1900 | 1910 | 1921 | 1930 | 1950 | 1961 | 1970 | 1980 | 1991 | 2001 | 2011 | 2021 |
| -------------- | ---- | ---- | ---- | ---- | ---- | ---- | ---- | ---- | ---- | ---- | ---- | ---- | ---- | ---- | ---- | ---- |
| Počet obyvatel | 119  | 96   | 108  | 135  | 110  | 113  | 109  | 103  | 62   | 62   | 58   | 46   | 33   | 30   | 40   | 53   |
| Počet domů     | 14   | 14   | 15   | 15   | 15   | 15   | 16   | 20   | 90*  | 18   | 17   | 12   | 20   | 18   | 21   | 23   |

* Vysoký počet domů v roce 1950 je způsoben započtením neobydlených domů a rekreačních chat.

## Obecní správa
Od roku 1850 tvořilo Jamné část obce Vrábče, dokud spolu s ní nebylo 1. července 1985 začleněno pod obec Boršov nad Vltavou. 24. listopadu 1990 se Vrábče znovu osamostatnila, Jamné však zůstalo součástí Boršova nad Vltavou.

## Další fotografie

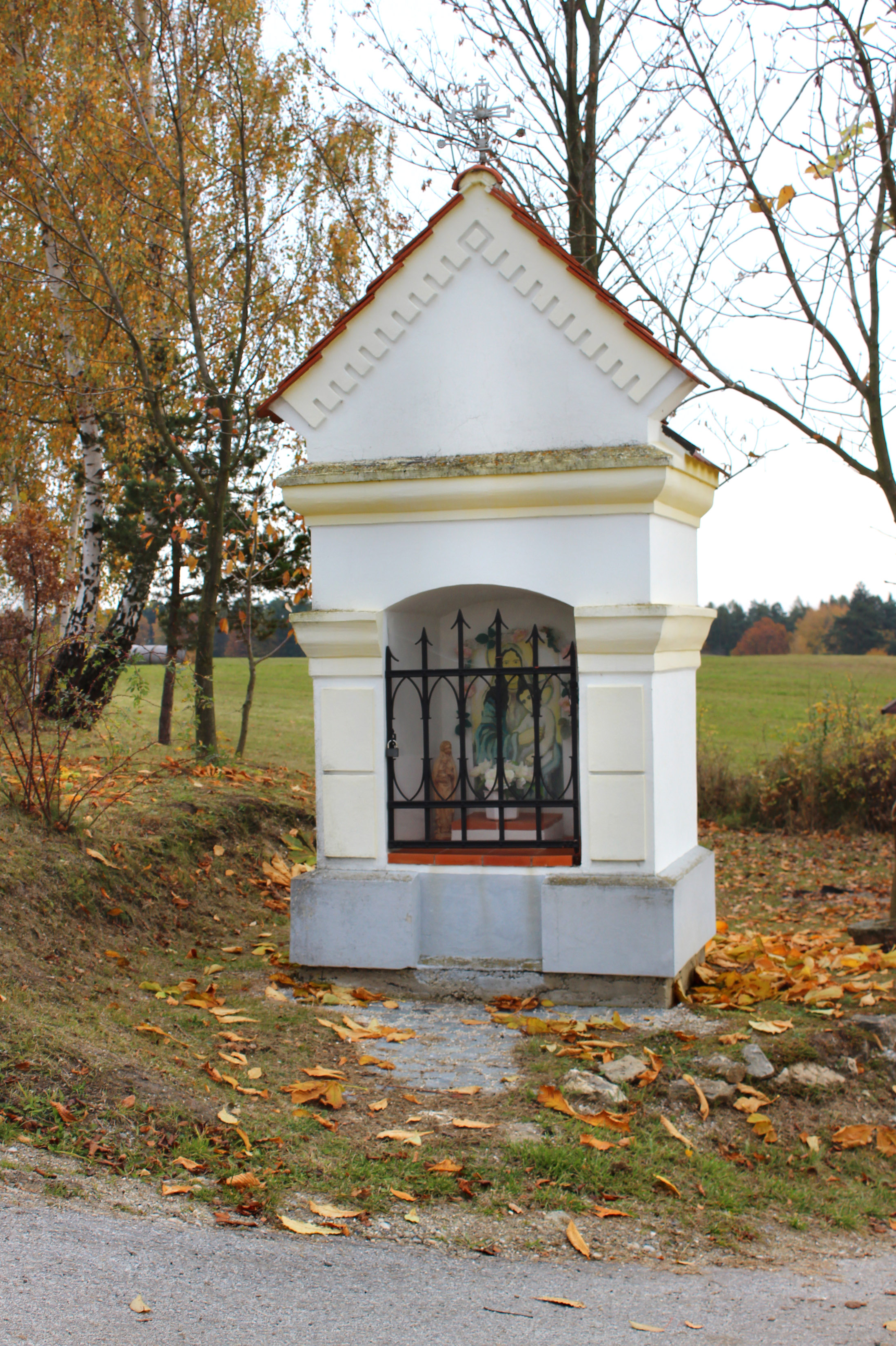
Kaplička u vyhlídky
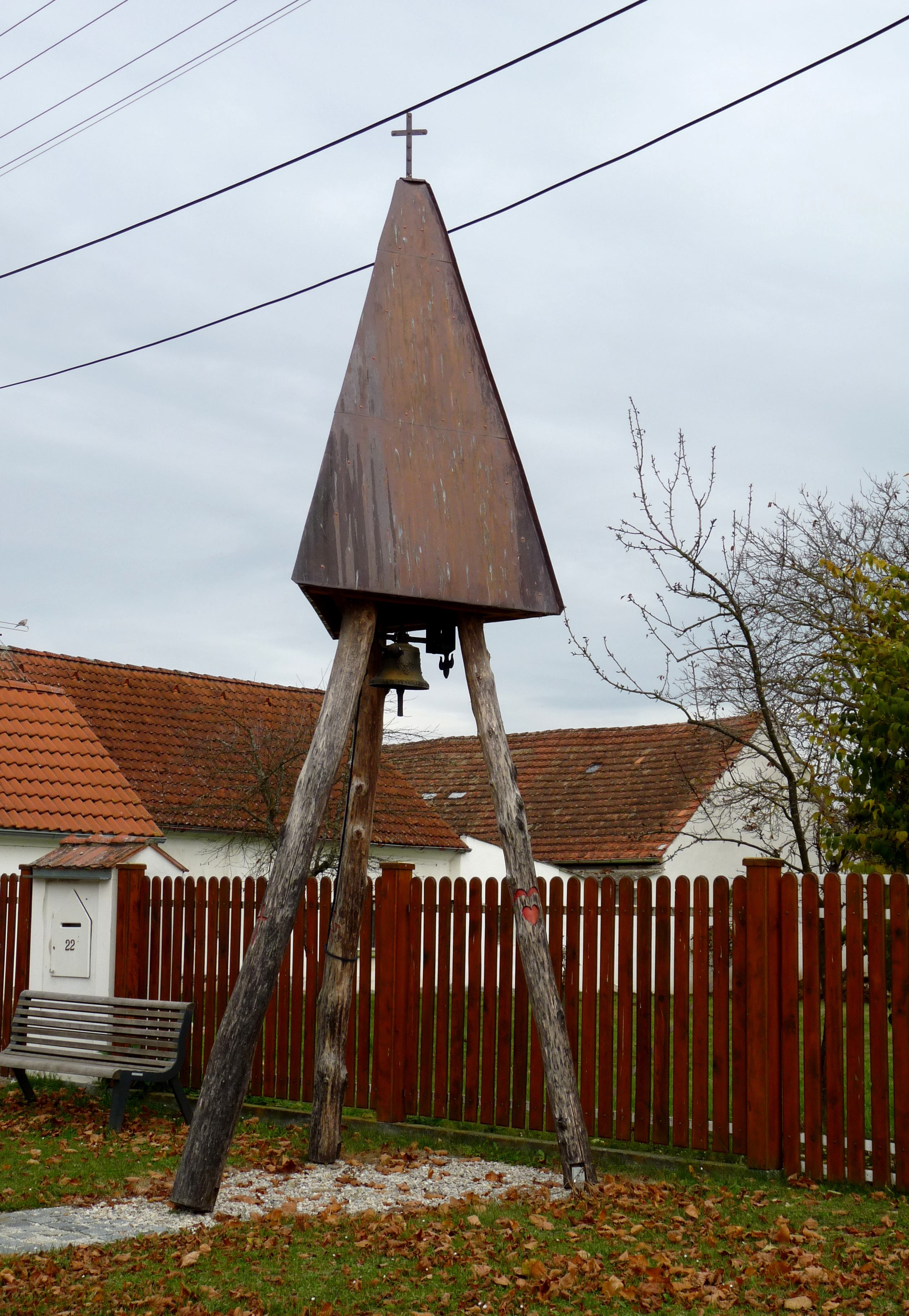
Zvonička
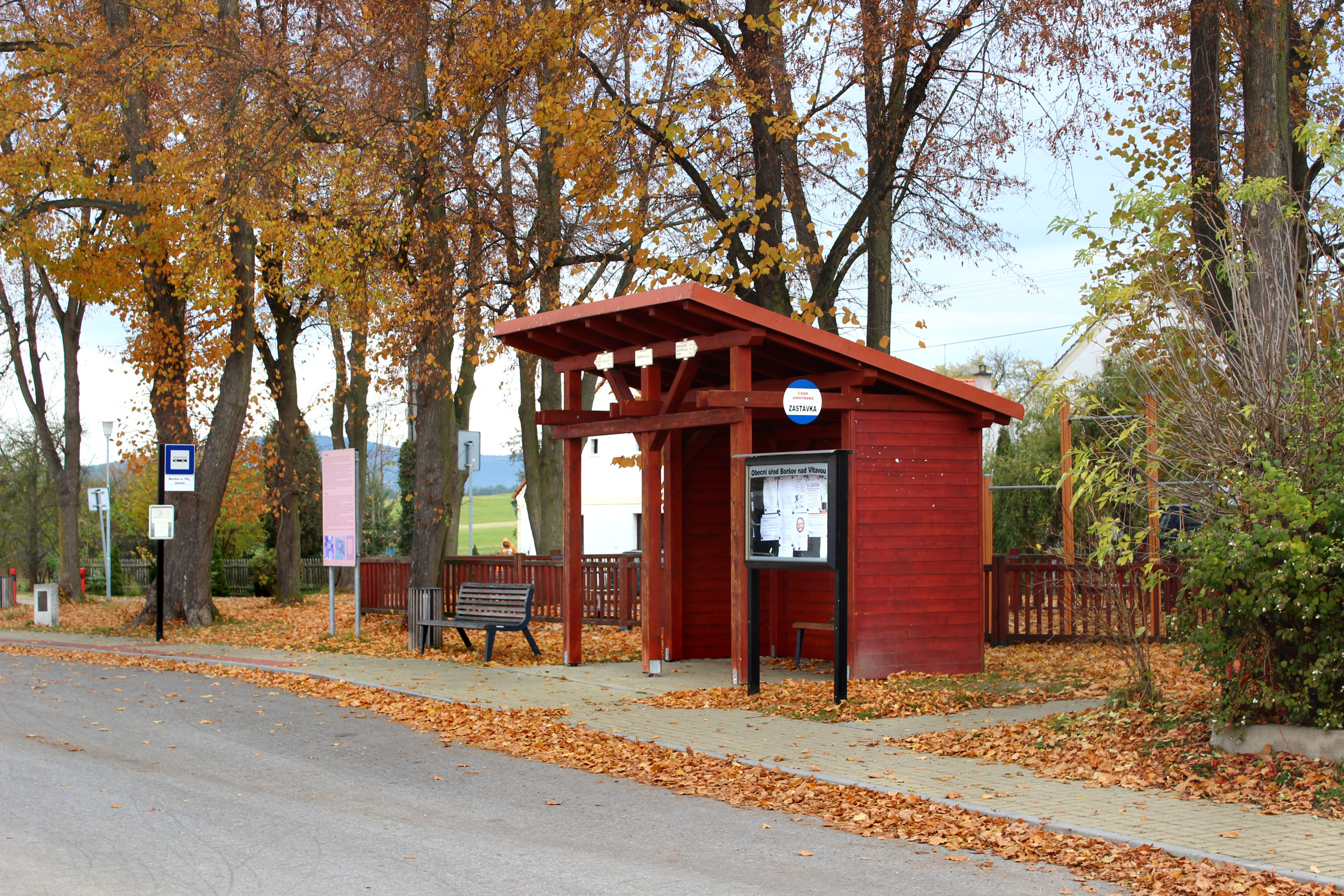
Autobusová zastávka
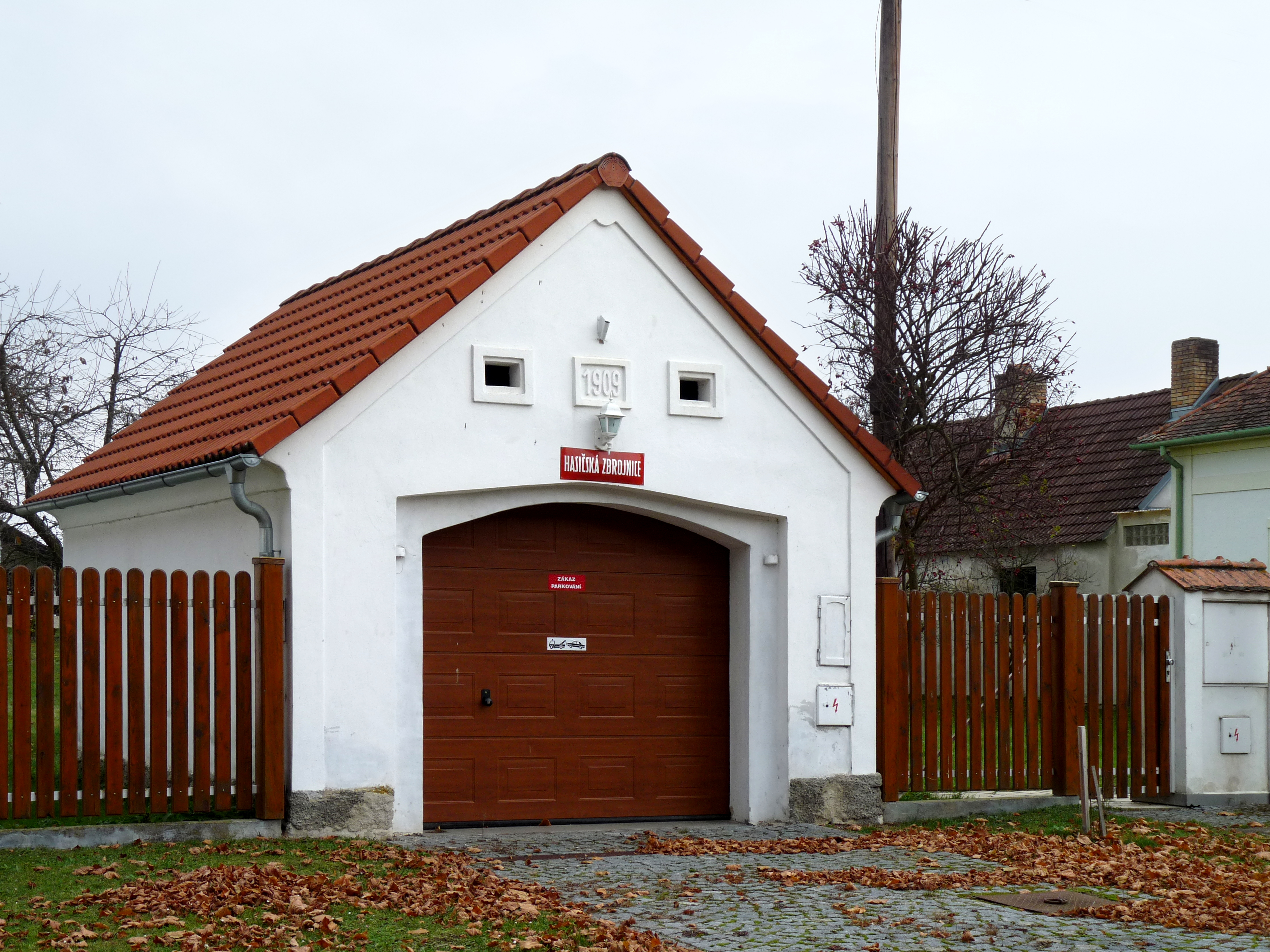
Hasičská zbrojnice